# Hilpertsried
Hilpertsried ist ein Gemeindeteil von Sulzemoos im oberbayerischen Landkreis Dachau.

## Lage
Die Einöde liegt zweieinhalb Kilometer (Luftlinie) südwestlich des Hauptortes Sulzemoos; wegen der Autobahn-Querung beträgt die Straßenverbindung jedoch rund fünf Kilometer. Die Anschlussstelle Sulzemoos der Bundesautobahn 8 ist dreieinhalb Kilometer entfernt. Der Ort gehörte vor der Gebietsreform in Bayern zur Gemeinde Einsbach und wurde mit dieser am 1. Mai 1978 in die Gemeinde Sulzemoos eingegliedert.

## Baudenkmäler
Einziges eingetragenes Baudenkmal in dem Ort ist die Katholische Kapelle St. Leonhard und Sebastian, ein einschiffiges Gebäude mit halbrundem Schluss, 1843 erbaut.